# Delahaye Type 138
Der Delahaye Type 138 ist ein Pkw-Modell aus den 1930er Jahren. Hersteller war Automobiles Delahaye in Frankreich.

## Beschreibung

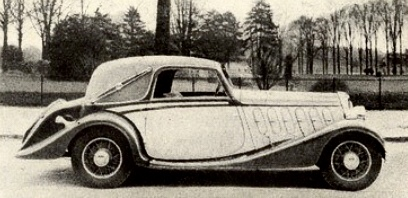
Delahaye Type 138 „Sport Coupe des Alpes“

Die Fahrzeuge wurden zwischen 1933 und 1935 hergestellt. Vorgänger war der Delahaye Type 126 und Nachfolger der Delahaye Type 148. Das Fahrgestell stammte vom Type 126 und die Vorderradaufhängung vom Delahaye Type 134.
Zunächst wurde der Type 138 Super Luxe auf dem Pariser Autosalon im Oktober 1933 präsentiert und bis 1935 produziert. Der Sechszylinder-Ottomotor war in Frankreich mit 18 CV eingestuft. Seine Zylinderabmessungen von 80 mm Bohrung und 107 mm Hub entsprechen dem Vierzylindermotor des Type 134. Er hat 3227 cm³ Hubraum und leistet 90 PS. Er ist vorn im Fahrgestell eingebaut und treibt die Hinterachse an. Der Radstand beträgt 316 cm. Bekannt sind die Karosseriebauformen Limousine, Pullman-Limousine, Cabriolet und Coupé. Die Fahrzeuge haben Rechtslenkung.
Außerdem gab es von 1934 bis 1935 die sportlichere Variante Type 138 Sport. Das kürzere Fahrgestell vom Typ 134 mit 286 cm Radstand wurde angepasst. Die Motorleistung beträgt mit drei Vergasern 100 PS. Damit sind 150 km/h Höchstgeschwindigkeit möglich. Die erste Serie von Mai bis Oktober 1934 hat Linkslenkung und ausschließlich Aufbauten externer Karosseriebauunternehmen. Die zweite Serie von Oktober 1934 bis 1935 hat wieder Rechtslenkung. In der Ausführung „Sport“ mit einem Vergaser, 90 PS Leistung, 140 km/h Höchstgeschwindigkeit gab es Roadster, Cabriolet und Coach. Die Ausführung „Sport Coupe des Alpes“ mit drei Vergasern, 100 PS Leistung, 150 km/h Höchstgeschwindigkeit war nur als Roadster und Coach erhältlich.
Eine andere Quelle nennt 295 cm, 316 cm und 323 cm Radstand. Ein erhaltenes Fahrzeug von 1934 hat 316 cm Radstand, 145 cm Spurweite, 448 cm Fahrzeuglänge, 162 cm Fahrzeugbreite und 1450 Leergewicht.
Insgesamt entstanden inklusive einiger Prototypen 299 Fahrzeuge.
Ein erhaltenes Cabriolet mit Karosserie von Chapron mit deutlichen Mängeln wurde 2021 für 85.320 Euro versteigert.